# 宇宙飛行士推進ユニット

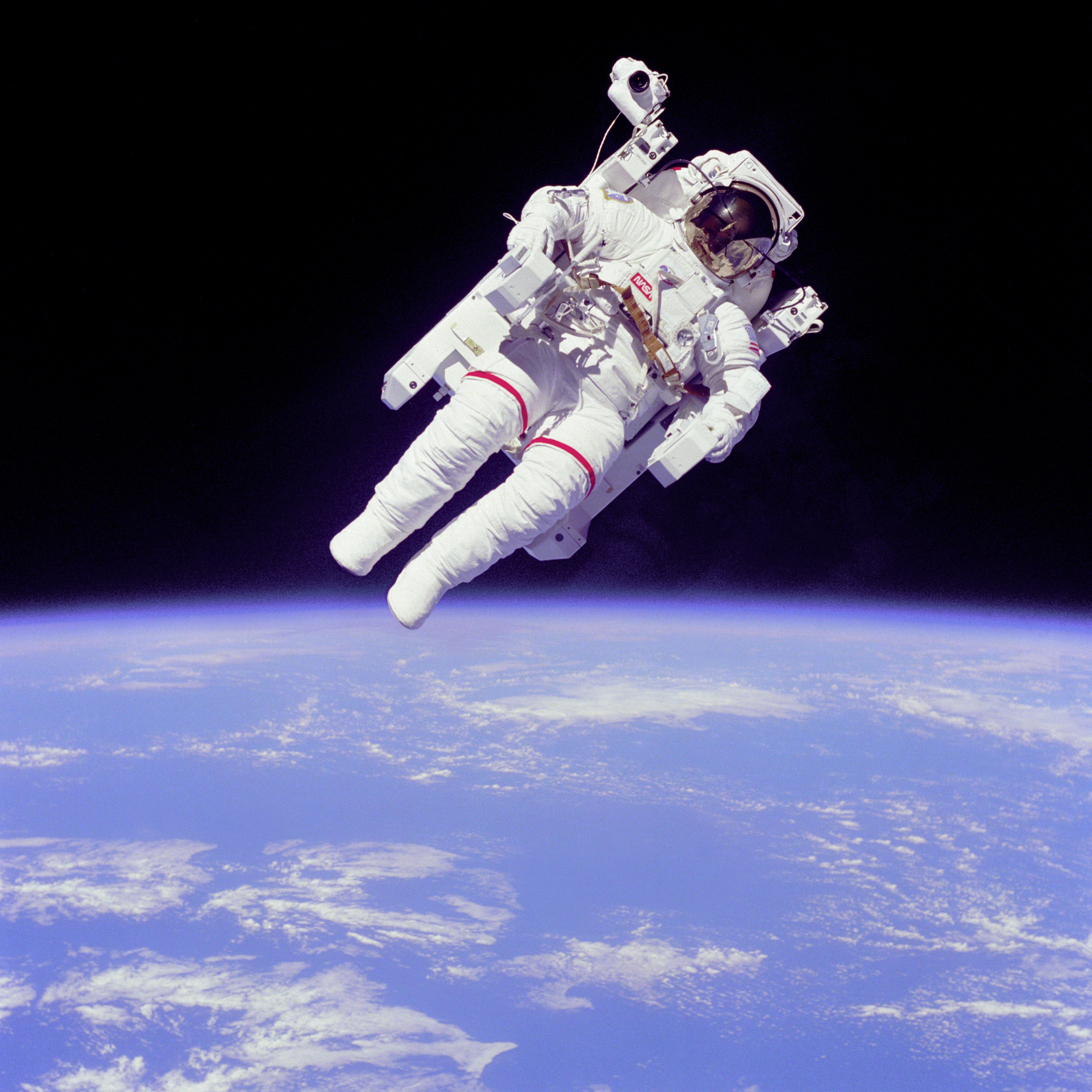
有人操縦ユニットを操作している米国の宇宙飛行士ブルース・マッカンドレス

宇宙飛行士推進ユニット（うちゅうひこうしすいしんゆにっと）または宇宙飛行士操縦ユニット（英語: astronaut propulsion unit or (astronaut maneuvering unit)）は、宇宙飛行士が宇宙船から船外活動を行うために使用される推進装備である。最初の宇宙飛行士推進ユニットは、ジェミニ4号で使用されたハンド-ヘルド操縦ユニット（英語: Hand-Held Maneuvering Unit (HHMU) ）であった。

## モデル

### ハンド-ヘルド操縦ユニット

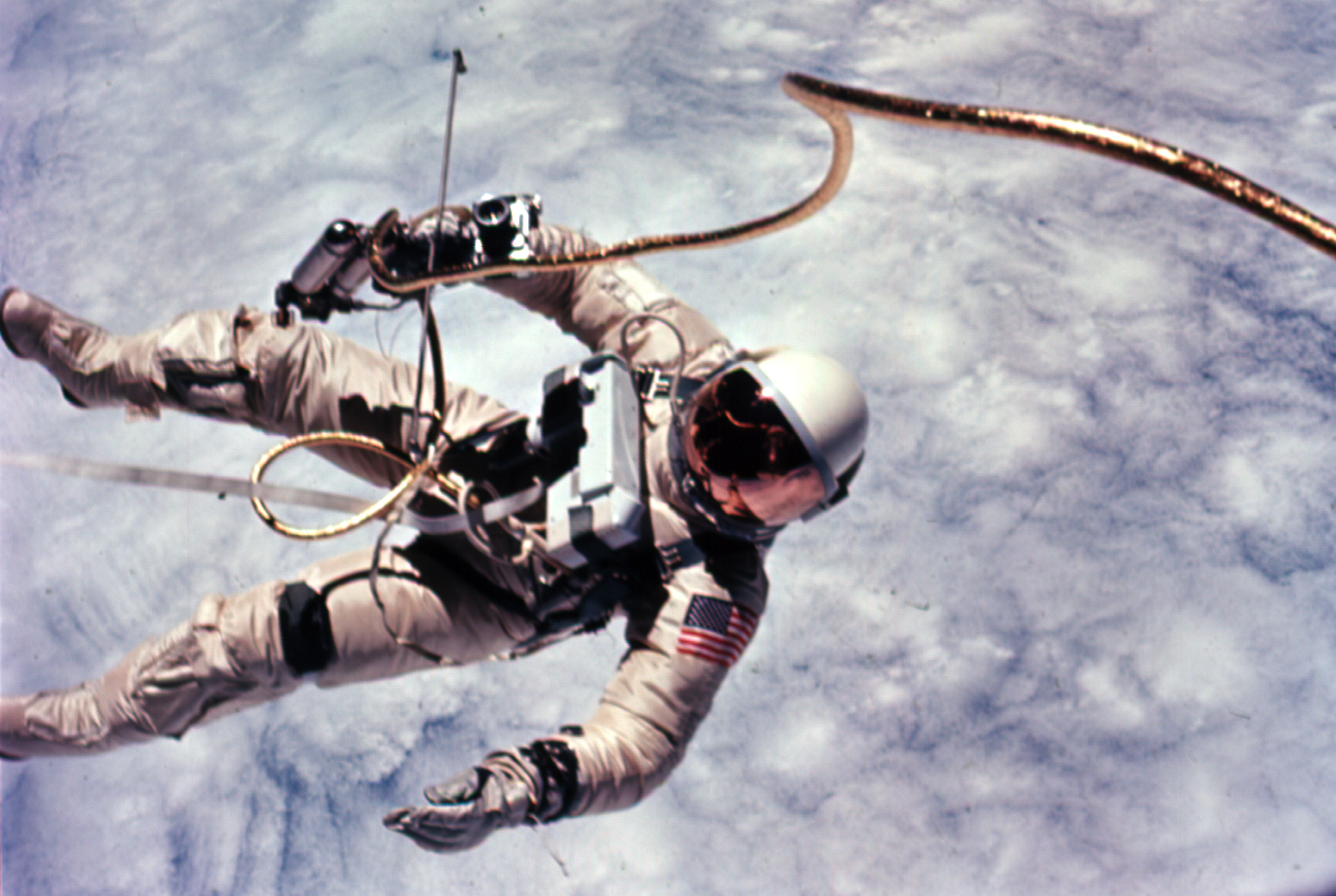
エド・ホワイトのEVA。

ハンド-ヘルド操縦ユニットは、1965年、ジェミニ4号のミッションでエド・ホワイトが使用した船外活動（EVA）「ジップ」ガン。ハンド-ヘルドガンは数ポンドの窒素を保持し、制限されたジェミニ宇宙船の周りで操作した。また、1966年、ジェミニ10号のミッションで宇宙飛行士のマイケル・コリンズによって使用されている。

### USAF宇宙飛行士操縦ユニット

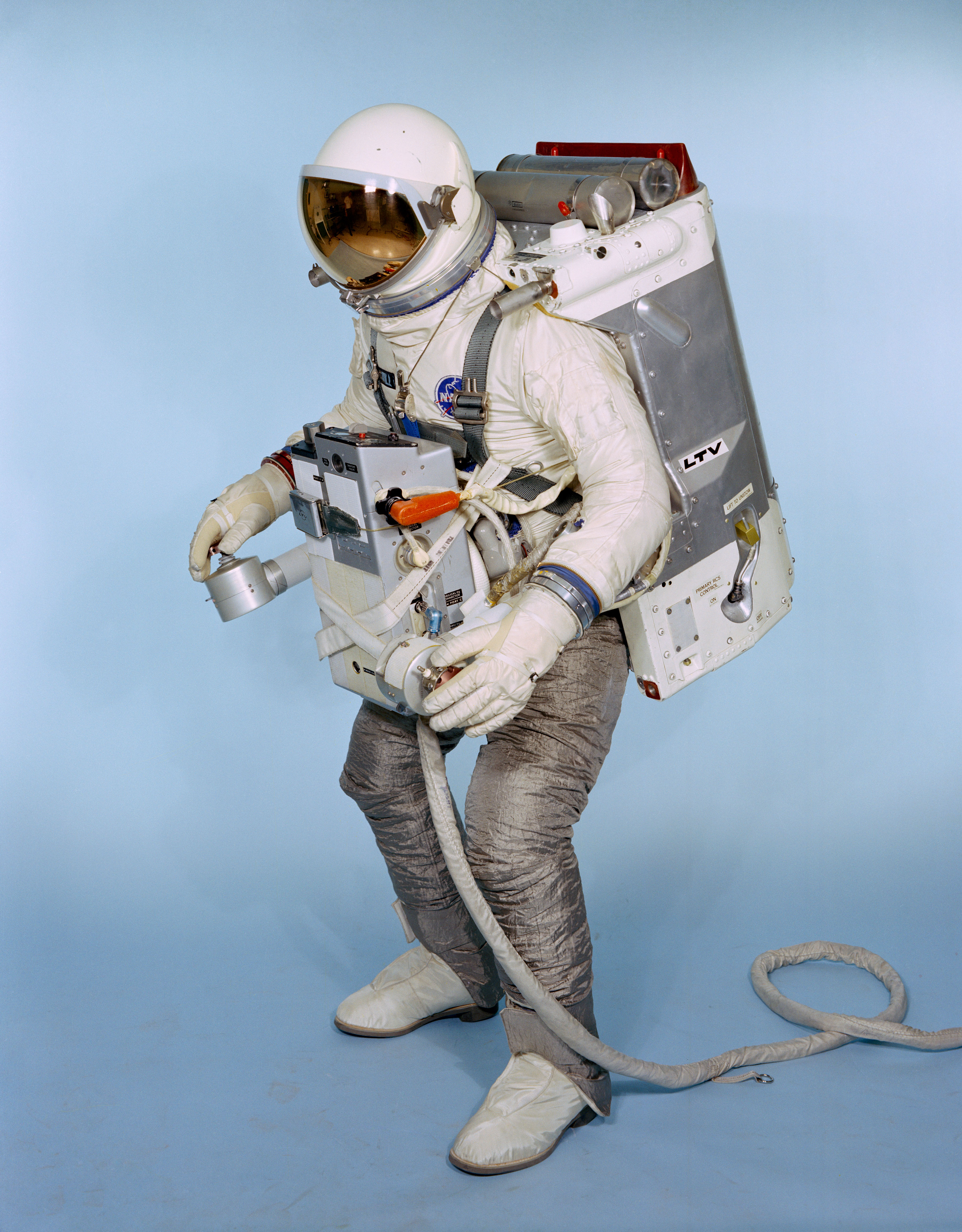
アメリカ空軍のAMU。

アメリカ空軍（USAF）の宇宙飛行士推進ユニット（AMU）は、有人軌道実験室（MOL）の一部としてジェミニ宇宙船を使用することを計画していたアメリカ空軍によって設計された。AMUは、過酸化水素を燃料として使用するバックパックである。AMUの合計デルタV機能は、毎秒約76.2メートル（毎秒約250フィート）で、MMUの約3倍であった。宇宙飛行士はバックパックのようにAMUをストラップで固定し、後のMMUのような2つのハンドコントローラーを使用して操縦する。高温のガスが射出されるため、宇宙飛行士のスーツは、クロメル-R金属布で作られた金属製の「パンツ」を追加装備する必要があった。AMUはジェミニ9号のミッションで搭載されたが、宇宙飛行士のユージン・サーナンが、ジェミニのキャビンから宇宙船の後ろにあるAMU保管場所への移動が困難で、過熱してヘルメットのフェースプレートが曇ったため、テストできなかった。AMUは、ジェミニ12号に搭載されて打ち上げられて飛行し、ジェミニ宇宙船から飛行することを目的としていたが、ミッションの2か月前に延期された。NASA主任宇宙飛行士であるナルド・スレイトンは、後に自伝で、アメリカ空軍が「他の誰かの衛星を検査する機会があるかもしれないと思った」ため、AMUがMOLプログラム用に開発されたのではないかと推測した。

### 自動安定化操縦ユニット（ASMU）

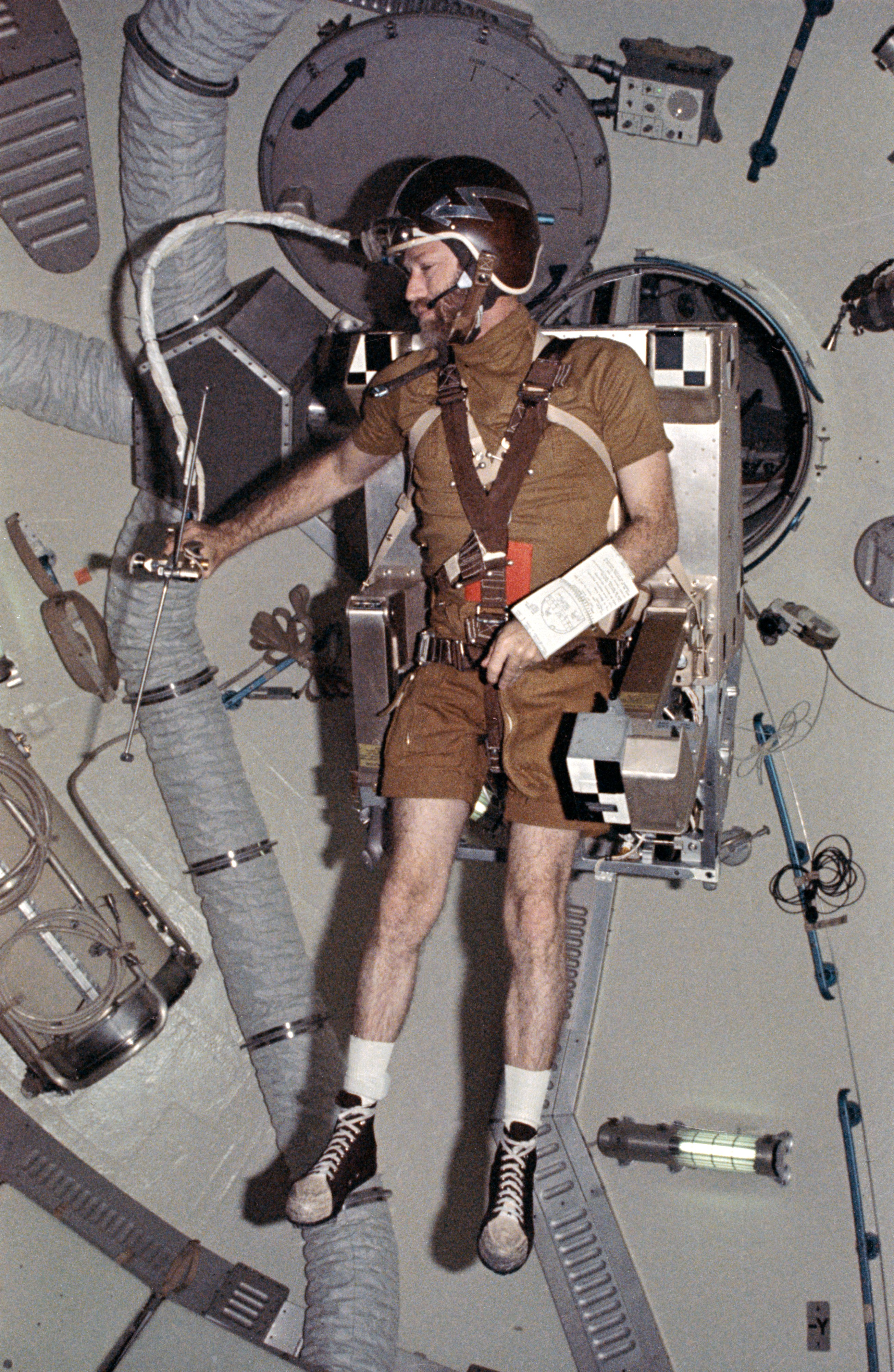
スカイラブ計画のASMU。

1973年に、自動安定化操縦ユニット (Automatically Stabilized Maneuvering Unit, ASMU) は、スカイラブ計画のスカイラブ3号 及びスカイラブ4号のミッションの中でテスト飛行された。テストは軌道実験室で窒素ガスを使用し、装備の適切なテストと不適切なテストの両方を行った。
スカイラブAMUはシャトルMMUに最も近いものであった。EVAは生命維持用アンビリカルに取り付けられた宇宙飛行士を使用して実施されたが、アポロ望遠鏡マウントの繊細なソーラーアレイへの損傷を防ぐため、宇宙船外では使用されなかった。

### フットコントロール操縦ユニット（FCMU）
フットコントロール操縦ユニット (Foot Controlled Maneuvering Unit, FCMU) はスカイラブ内でテストされ、その目的は、宇宙飛行士の手を解放することであった。背面のタンクにある冷却高圧窒素ガスによって推進し、適切テストと非適切テストの両方を行った。

### 有人操縦ユニット
有人操縦ユニット（Manned Maneuvering Unit（MMU））は、1984年にNASAの宇宙飛行士が3回のスペースシャトルのミッションで使用した推進バックパックである。 MMUにより、宇宙飛行士はシャトルから離れた場所で船外活動を行うことができる様になった。MMUは、推進モジュールの故障のために適切な軌道に到達しなかった2つの通信衛星WestarVIとPalapaB2を捕捉するために使用された。3回目のミッションの後、MMUの使用は終了した。
- スペースシャトルで操作中のMMU。
- サンディエゴ航空宇宙博物館のMMU。

MMUの画像

### ソビエトのSPK

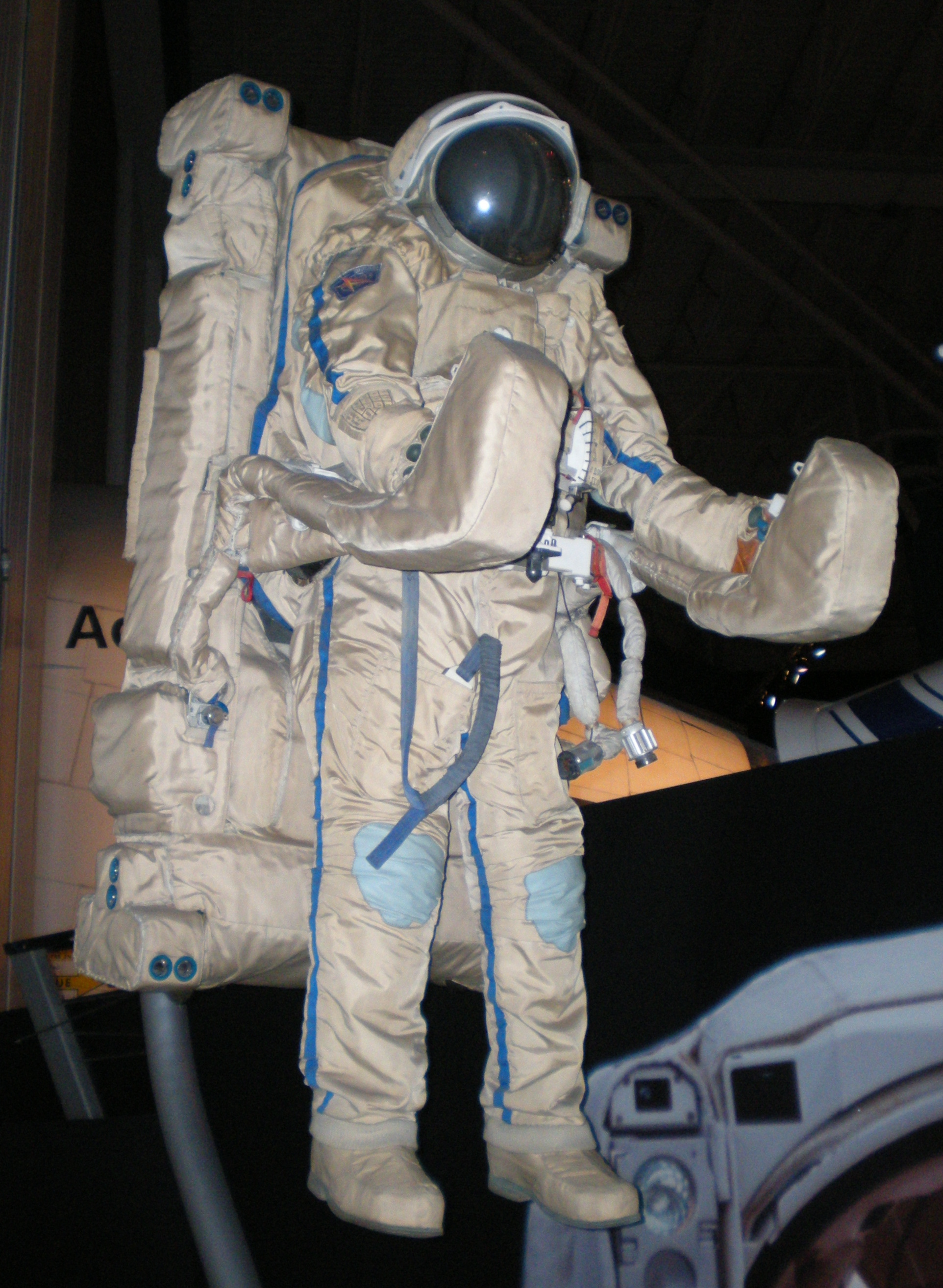
SPK。

旧ソビエト連邦の宇宙ステーションミールで宇宙飛行士推進システムを使用した。SPK（またはUMK、UPMK  ）は、スペースシャトルのMMUよりも大きく、窒素の代わりに酸素を積み、命綱に取り付けられていた。命綱にもかかわらず、SPKは、自己完結型のオーラン宇宙服を着た宇宙飛行士が軌道を回る複合体を「飛び交う」ことを許可し、他の方法ではほとんどアクセスできない領域への飛行を許可した。1990年に、ミールでテストされ、宇宙飛行士はストレラクレーン（モービルサービスシステムに相当）の使用を好んだ。クバント2モジュールの外側に取り付けられたままだったSPKは、ミールが廃止措置後に大気圏に再突入したときに燃え尽きた。21KS システムは、命綱ではなくエアジェットエンジンを使用するオーランDMA宇宙服のまったく新しい設計であり、システムはMMUに似ていた。自動的に安定し、6自由度を使用し、重量は180kg未満。デルタVは30m/s、実用速度1m/s、その他に毎秒8°/ sの回転加速を可能にする緊急モード。

### セルフレスキュー用推進装置

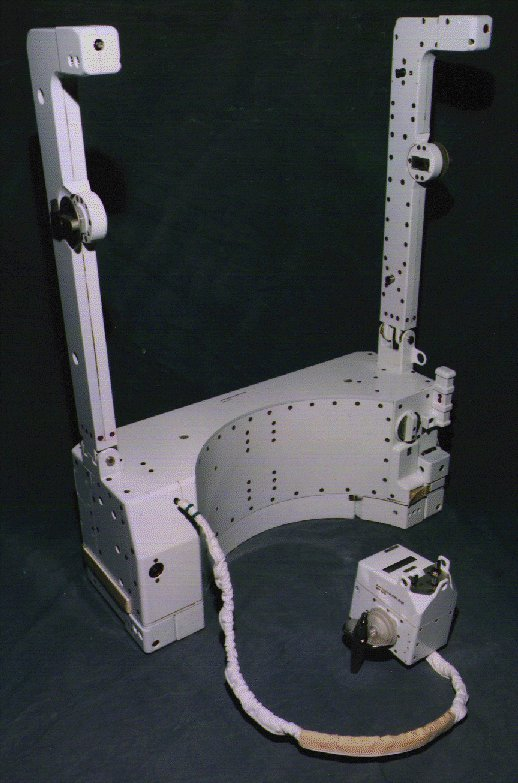
SAFER。

セルフレスキュー用推進装置（Simplified Aid For EVA Rescue (SAFER)）は、宇宙遊泳中の安全装置として意図された小型のバックパック推進システム。1.4kgのガス状窒素が含まれる。これはMMUよりもはるかに少ないデルタV機能を提供し、毎秒約3メートル（毎秒約10フィート）。SAFERは、MMUよりも複雑でなく低コストで操作も簡単である。
目的がレスキューのみの使用においては制限されたデルタVで十分である。プロトタイプが開発されている他のクルーセルフレスキュー（CSR）のデバイスは、インフレータブルポール、伸縮ポール、バイステムポール。また、ボーラタイプの投げ縄デバイス（astrorope）は、漂流する宇宙飛行士自身を宇宙ステーションに引っ掛けるために投げることができる。